# Rio Jacurutu
Rio Jacurutu är ett periodiskt vattendrag i Brasilien.   Det ligger i delstaten Ceará, i den östra delen av landet, 1 600 km nordost om huvudstaden Brasília.
Omgivningarna runt Rio Jacurutu är huvudsakligen savann. Runt Rio Jacurutu är det tätbefolkat, med 459 invånare per kvadratkilometer.